# Leo Hellemans
Leo Hellemans (Puurs, 24 februari 1951) is een Belgisch radiosportjournalist, bestuurder en televisiedirecteur. Hij was hoofdredacteur van de televisienieuwsdienst van de VRT (1996-2002). Van 2003 tot 2007 oefende hij opnieuw deze functie uit en kreeg ook de directie over de sportdienst toegediend. Hij was algemeen directeur Media bij diezelfde zender van 2007 tot 2013. In 2014 werd hij gedelegeerd bestuurder van de VRT. In januari 2020 nam hij opnieuw de rol van interim gedelegeerd bestuurder van de VRT op, na een machtsconflict aan de top. 

## Biografie
Hij studeerde van 1970 tot 1974 radio- en televisiecommunicatie aan het RITCS in Brussel. Op zijn 42ste, in 1993, behaalde hij nog een licentie algemene economie aan de Vrije Universiteit Brussel. In 1976 begon hij zijn loopbaan bij de Vlaamse openbare omroep en werkte als losse medewerker bij Omroep Oost-Vlaanderen. Van 1981 tot 1988 was hij actief als voetbalverslaggever op de radiosportredactie. In 1984 won hij samen met Kathy Lindekens de Persprijs van het Gemeentekrediet voor hun reportage over supportersgeweld in het voetbal. 
In 1988 stapte hij over naar de radionieuwsdienst waar hij journalist Economie en Binnenlandse Zaken werd. Hij volgde in mei 1996 Urbaan De Becker op als hoofdredacteur radio. In het najaar van dat jaar speelde hij deze functie al door aan Jos Bouveroux en volgde in plaats daarvan Kris Borms op als hoofdredacteur van de televisienieuwsdienst (1996-2002). 
In mei 2002 volgde Leo De Bock Hellemans op als hoofdredacteur. Hellemans werd kort hoofd van de website vrtnieuws.net, maar in september 2003 keerde hij al terug als algemeen hoofdredacteur van de televisienieuwsdienst. Hij kreeg hierbij ook de leiding over de sportdienst.
Vanaf januari 2007 tot januari 2010 volgde Hellemans Mieke Berendsen op als algemeen directeur Productie bij de VRT. Zijn vorige functie stond hij af aan Lena De Meerleer. 
Van januari 2010 tot 1 september 2013 volgde Leo Hellemans Mieke Berendsen op als algemeen directeur Media. Vanaf 1 september 2013 werd hij opnieuw algemeen directeur Productie. Hij verving hierbij De Meerleer en werd zelf als algemeen directeur Media vervangen door Peter Claes.
Op 17 oktober 2014 werd Leo Hellemans benoemd tot gedelegeerd bestuurder van de VRT, als opvolger van Sandra De Preter, die met ziekteverlof ging. In 2016 ging Hellemans met pensioen en werd hij opgevolgd door Paul Lembrechts.
Op 20 januari 2020 werd Lembrechts ontslagen na een dispuut met de raad van bestuur over VRT-directeur Peter Claes. Lembrechts en het directiecomité wilden Claes ontslaan, maar de raad van bestuur was het niet eens hiermee. Leo Hellemans werd daarop aangesteld als tijdelijke opvolger.